# Praktlök
Praktlök (Allium macranthum) är en växtart i släktet lökar och familjen amaryllisväxter. Arten beskrevs av John Gilbert Baker.

## Utbredning
Praktlöken växer i östra Himalaya och centrala Kina. Den odlas även som prydnadsväxt i andra delar av världen.